# Алкун
Алкун (ингуш. Оалкам) — предгорное село в Сунженском районе Республики Ингушетия, расположенное по обоим берегам реки Асса. Образует муниципальное образование сельское поселение Алкун, как единственный населённый пункт в его составе.
Точное время основания Алкуна по документам установить невозможно. Территория села была заселена ингушами в позднее Средневековье и село считается одним из старейших в равнинной Ингушетии. С 1830-х годов Алкун отмечался на русских картах. В 1860 году население Алкуна было выселено российскими властями и их земля была передана казакам, которые основали свои поселения на месте бывшего Алкуна. В 1873 году с разрешения властей поселенцами из Хамхинского и Цоринского обществ горной Ингушетии был основан хутор Алкун (позже Нижний Алкун), а в 1874 году — хутор Серали Опиева (позже Верхний Алкун) был основан переселенцами из села Цеча-Ахки. С установлением советской власти Алкун входил в состав различных автономных областей и республик РСФСР (например, Ингушетия и Чечено-Ингушетия), с перерывом между 1944—1957 годами, когда население села было депортировано. В 1993 году Алкун вошёл в состав новообразованной Ингушетии.

## Название
Населённый пункт на ингушском называется Оалкам, однако два селения, из которых оно состоит, называются следующим образом: Верхний Алкун — Магӏа Оалкам/Магӏара Оалкам или Цӏечой Оалкам («Цечойский Алкун»), а Нижний Алкун — Эгӏа Оалкам/Эгӏара Оалкам или Гӏалгӏай Оалкам («Ингушский Алкун»). В 1944 году, с депортацией чеченцев и ингушей и упразднением Чечено-Ингушской АССР Верхний Алкун был переименован в Дачное, а Нижний Алкун в Лесогорье. После восстановления Чечено-Ингушской АССР в 1957 году, селениям были возвращены их прежние названия.

## География
Селение расположено на горнолесном массиве Ингушетии, по обоим берегам реки Асса у входа в Ассинское ущелье, на склоне хребта Гӏалгӏай-дукъ, который отделяет долину Ассы от долины реки Форта. Алкун находится в 42 км к юго-западу от районного центра — города Сунжа, а ближайшими населёнными пунктами к нему являются: на северо-западе — сёла Мужичи и Галашки, на северо-востоке — село Даттых.

## История

### Предыстория

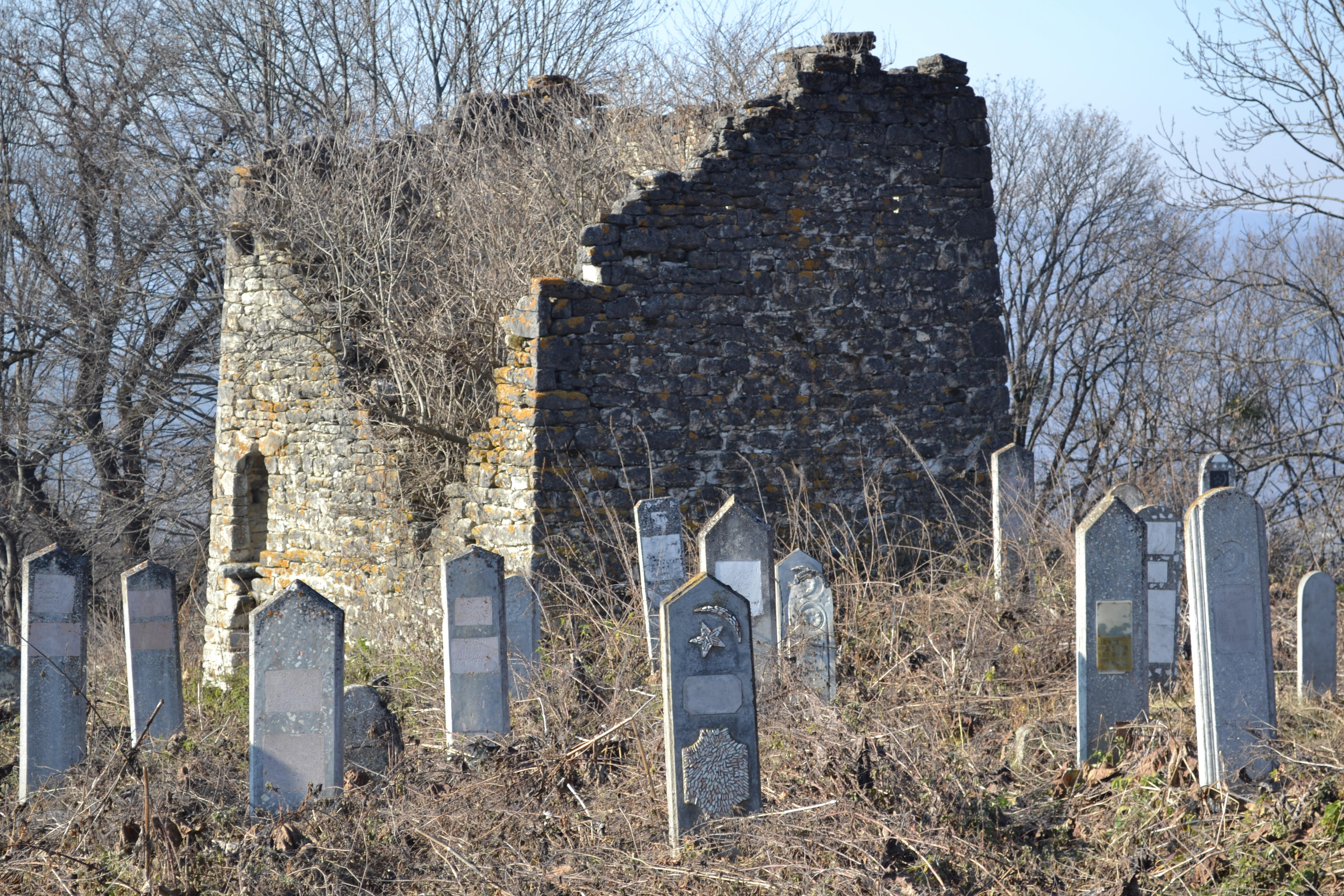
Полубоевая башня в Верхнем Алкуне, 2015 год.

Невозможно установить точную дату появления Алкуна по документам. Основываясь на остатках материальой культуры (башни Гагиевых, XII—XVII вв.), историки считают, что местность в районе селения была населена ингушами ещё в период позднего Средневековья, и таким образом селение является одним из старейших в предгорной Ингушетии. После нашествия Тамерлана на Кавказ в XIV—XVI вв., предположительно, на месте Нижнего Алкуна проживали предки ингушских фамилий — Ахильговы и Цицкиевы тайпа Обанхой. У подножия горы Ерды-корт находилось башенное поселение Боковых, выходцев из тайпа Цечой. Сохранилась их полубоевая башня (ингуш. Боки-гӏала), которая приблизительно датирована XIV—XV вв. Памятником материальной культуры является и жилая башня, так называемая «Верхнеалкунская башня», находящейся на правом берегу реки Асса, на возвышении среди мусульманского кладбища. По данным археолога Е. И. Крупнова, она принадлежала роду Бокиевых.

### XVIII—XIX вв.

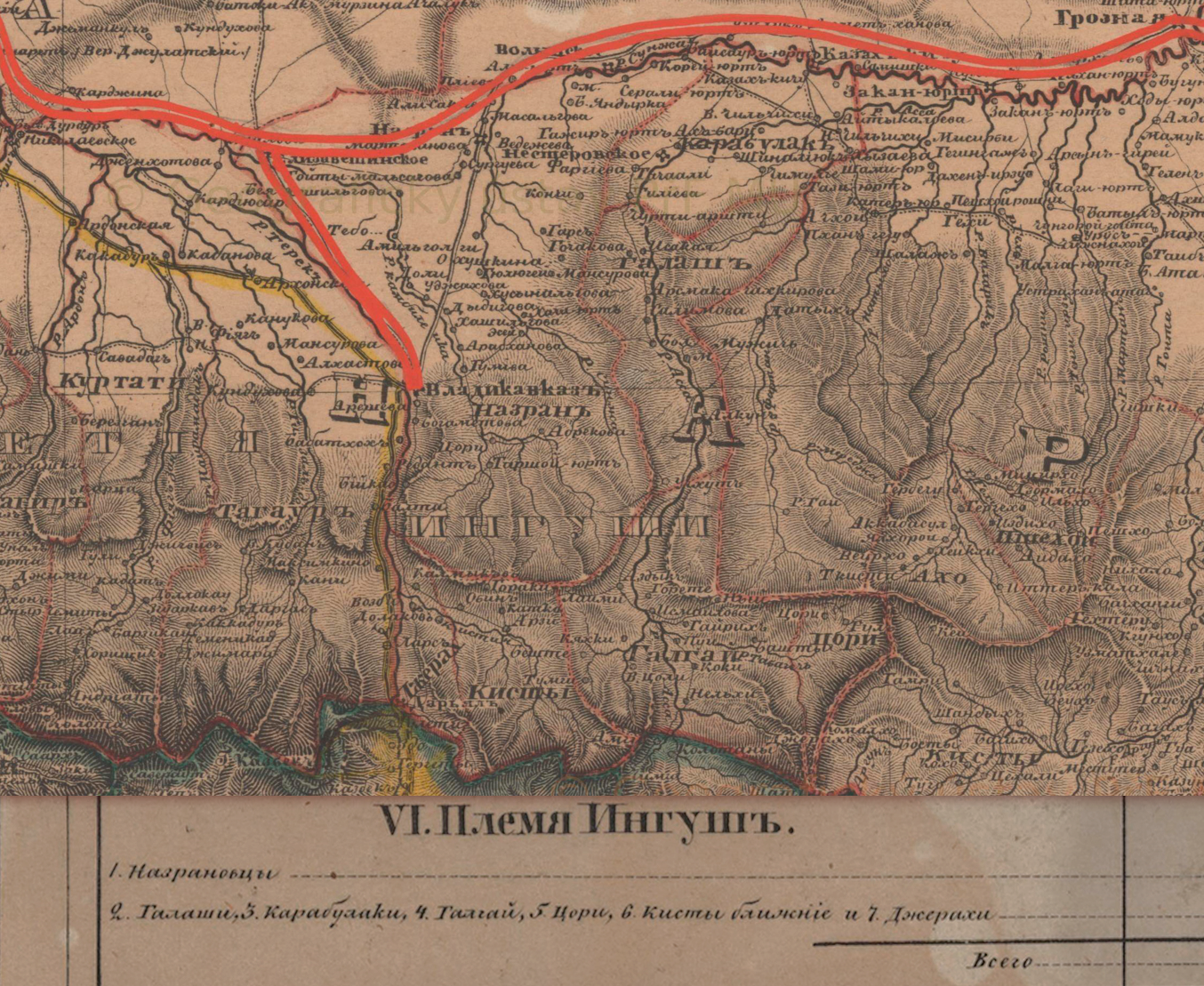
Алкунъ в составе ингушей на карте Кавказского края 1842 года.

В официальных документах селение Алкун стало известно с XIX века. На картах оно начало указываться с 1830-го года. До определенного времени были разделены собственно два села на левом и правом берегу реки Ассы: Верхний Алкун и Нижний Алкун, зафиксированные на карте 1832 года. Вплоть до 1860-х годов селение Алкун указывалось на российских картах и документах, что было связано с политикой России в регионе, в частности, при описании военных действий в Галашевском обществе, к которому относилось селение. В 1860 году жители галашевских селений, включая Алкуна, были выселены, а их земли были переданы российскими властями 1-му Сунженскому казачьему полку. Они же основали на месте бывшего селения Алкун пост Алкунский и на недолгое время станица Алкуновская (в документах 1861 года — станица Алкунская). Казаки проживали несколько лет в станице, имели свои военные посты на южной окраине селения в двух местах. Вплоть до 1918 года ингуши были вынуждены арендовать свои же земли у казаков.

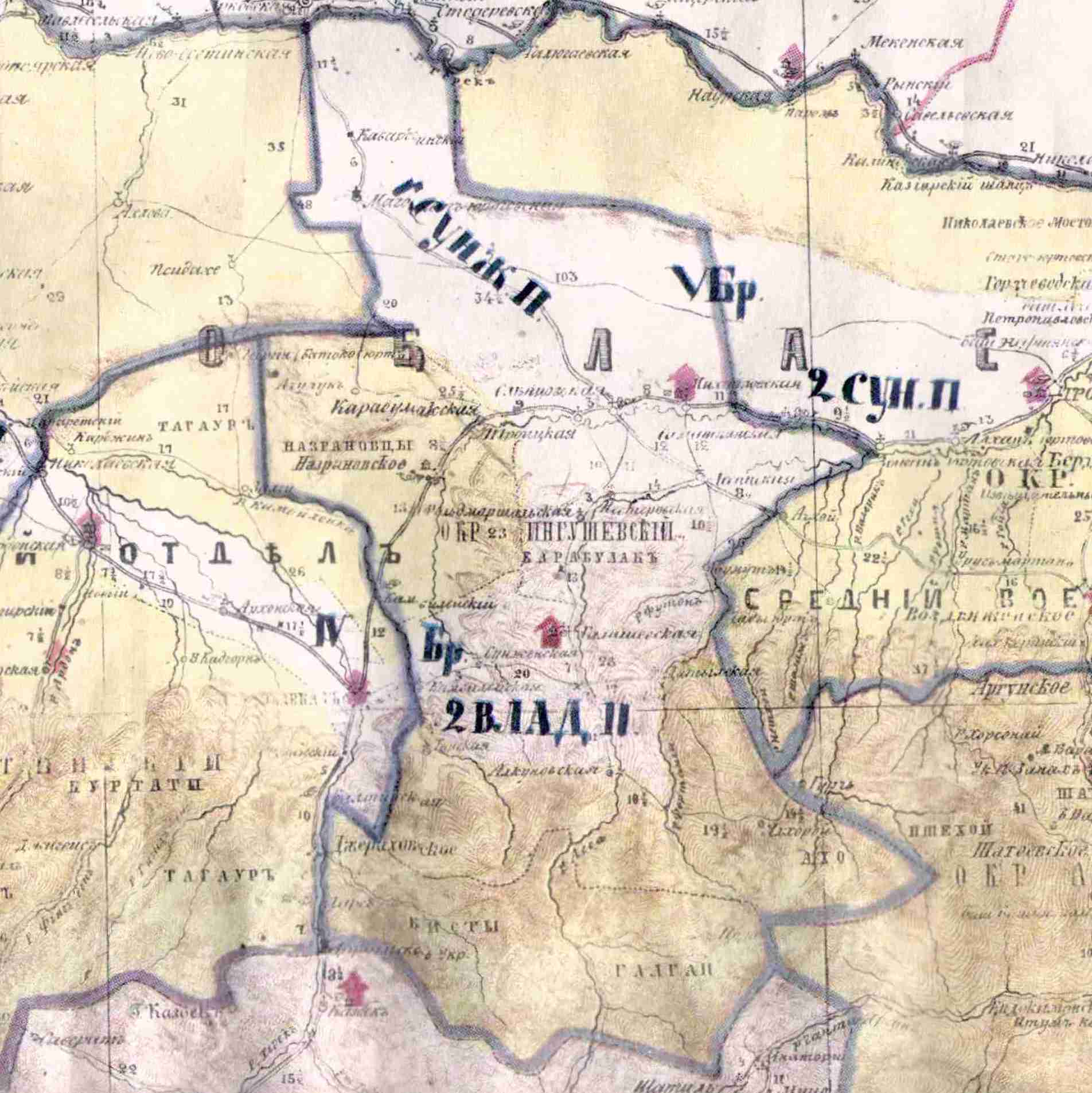
Станица Алкуновская в составе Ингушского округа (1862—71) на карте Кавказского края в 1864 году.

В начале 1870-х годов были основаны новые ингушские поселения — хутора в Ассинском ущелье на землях, арендуемых у казаков. Так, в 1873 году был основан хутор Алкун горцами из Хамхинского и Цоринского обществ горной Ингушетии, позже ставший Нижним Алкуном, а в 1874 году — хутор Серали Опиева, основанный переселенцами из селения Цеча-Ахки и позже ставший Верхним Алкуном. Верхний Алкун был представлен фамилиями: Цечоевы (выходцы из Цеча-Ахки, с правого берега Фортанги) и Темурзиевы (выходцы с Таргима). В селении было два кладбища.
В 1871—1880-х годах на карте Кавказского края и карте Терской области, а также и в Списке населённых мест Терской области Алкун указан как пост Алкунский. Вместе с тем, в документах 1886 года говорится про хутор Алкун. На этом хуторе проживали представители ингушских фамилий: Шадиевы, Астимировы, Арапхановы, Урусхановы, Дударкиевы, Нальгиевы и Балаевы. Старшиной села был Саадулла Коев. В 1890—91 годах на хуторе была школа, мечеть, мельница и милицейский пост. Население хутора состояло из ингушей-мусульман в количестве 60 дворов с 345 душами (184 — мужского пола, 161 — женского пола). У всего населения, кроме 3 домов, был крупнорогатый и мелкорогатый скот (овцы, козы и др.), а также лошади. Согласно Статистическим таблицам, общая площадь хутора составляла 742 десятин, в том числе удобной и неудобной земли. В состав удобной земли были пахотные (59 десятин), сенокосные (111 десятин), выгонные, усадебные, огородные и садовые наделы, а также лесная и кустарниковая зона хутора в размере целых 300 десятин. Удобной для хозяйствования земли (512 десятин) было больше, чем неудобной (230 десятин). В 1893 году на хуторе Алкун было 49 дворов.
В 1897 году, согласно Первой всеобщей переписи населения Российской империи, на хуторе Алкун (Нижний Алкун) было 57 дворов с 377 душами (мужского пола — 191, женского — 186). Имелась мечеть, две лавки с мануфактурными товарами и одна с молочными товарами, а также просёлочная и колесная дорога. На хуторе Сарали Опиева (Верхний Алкун) было 21 дворов с 192 душами (мужского пола — 91, женского — 101), где также была просёлочная и колесная дорога. Такое положение дел было вплоть до 1916 года, что и отразилось на карте Сунженского отдела с указанием границ ингушских селений.

### Советский период
С приходом к власти большевиков была установлена советская власть. С 1921 года в состав Горской АССР выходили Нижний и Верхний Алкуны. По постановлению Президиума ЦИК Горской АССР 12 мая 1923 года Алкун входил в состав Галашкинского района. На конец декабря 1923 года в районе существовали сельсоветы: Алкунский, Ангуштский, Арштинский, Ахки-Юртовский, Бамутский, Бережкинский, Верхнедаттыхский, Галашкинский, Джейраховский, Камбилеевских хуторов и Мужичинский.

Верхний и Нижний Алкун на карте Ингушской автономной области, 1925 год.

Согласно Всесоюзной переписи 1926 года частью Ингушской автономной области был Ассиновский округ, куда входил Нижний и Верхний Алкун. В Нижнем Алкуне было 78 крестьянских хозяйств на 322 человек (мужского пола — 171, женского — 151), а также сельсовет. В Верхнем Алкуне было 36 крестьянских хозяйств на 203 человек (мужского пола — 104, женского — 99). В обоих селениях не было некрестьянских хозяйств.
5 июня 1932 года Президиум Ингушского облисполкома принял постановление о новом районировании области, в соответствии с которым округа разделились на районы, получив новые названия: Назрановский округ разделился на Назрановский и Ачалукский районы, а Пригородный — на Пригородный и Галашкинский районы. Согласно картографическим данным за 1943 год, существовали следующие населённые пункты: Алкун, посёлок Алкунский и хутор Саралиопиев. В 1944 году после депортации ингушей и ликвидации Чечено-Ингушской АССР селения Первомайского района (ранее — Галашкинский район) были переименованы: Верхний Алкун в Дачное, а Нижний Алкун в Лесогорье. Был образован Лесогорский сельский совет Первомайского района Чечено-Ингушской АССР.
В 1957 году, после восстановления Чечено-Ингушской АССР селениям вернули прежние названия — Нижний Алкун и Верхний Алкун. В 1976—1989 годы Алкун на карте Чечено-Ингушской АССР указывался как Нижний Алкун, а по административно-территориальному делению Чечено-Ингушской АССР (на 1 января 1978 год и 1982 год) как Нижний и Верхний Алкун.

### В современности
В 1993 году администрация сёл Верхний и Нижний Алкун была отделена от Мужичинской и стала самостоятельной. С того же года по настоящее время Алкун является одним селением (сельское поселение). В то же время главой села был М. А. Хамхоев, а население сёл составляло 473 человека, включая 119 беженцев из Чечни и 15 человек — беженцев из Северной Осетии. В соответствии с законом Республики Ингушетия от 2009 года «Об установлении границ муниципальных образований и наделении их статусом сельского, городского поселения, муниципального района и городского округа» было образовано сельское поселение Алкун. В 2017 году селению было присвоено звание «Наиболее экологичное сельское поселение в Республике Ингушетия».
Ныне Алкун представлен следующими тайпами: Хамхой (Хамхоевы), Цечой (Цечоевы), Йовлой (Евлоевы), Кхоахкой (Шадиевы, Нальгиевы, Балаевы), Бархой (Барахоевы), Эгахой (Богатыревы, Цакаевы), Оздой (Оздоевы), Хоаной (Ханиевы), Горатой (Темирзиевы), Баркинхой (Баркинхоевы), Кхоартой (Картоевы) и др.

## Население
| 1926  | 2002  | 2006  | 2007  | 2008  | 2009  | 2010  |
| ----- | ----- | ----- | ----- | ----- | ----- | ----- |
| 525   | ↗802  | ↗910  | ↗919  | ↗929  | ↗943  | ↗1072 |
| 2011  | 2012  | 2013  | 2014  | 2015  | 2016  | 2017  |
| ↗1073 | ↗1097 | ↘1094 | ↗1108 | ↗1112 | ↗1130 | ↗1142 |
| 2018  | 2019  | 2020  | 2021  | 2023  | 2024  | 2025  |
| ↗1169 | ↗1180 | ↗1187 | ↘926  | ↗934  | ↗956  | ↗972  |

Национальный состав
По данным Всероссийской переписи населения 2010 года:
| № | Национальность | Численность, чел. | Доля    |
| - | -------------- | ----------------- | ------- |
| 1 | ингуши         | 1020              | 95,15 % |
| 2 | другие         | 52                | 4,85 %  |

## Социальная сфера
- Алкунская муниципальная средняя общеобразовательная школа[26].
- Дом культуры[9]

### Книги. Статьи
- Виноградов В. Б., Марковин В. И. Археологические памятники ЧИАССР (Материалы к археологической карте) / ЧИНИИИЯЛ при Совмин ЧИАССР. — Грозный: ЧИКИ, 1966. — Т. X. — 150 с. — (Труды). — 500 экз.
- Долгиева М. Б., Агиева Л. Т., Дударов А.-М. М., Дзуматова З. Р., Дзаурова Т. А.-Х., Картоев М. М., Катиева М. Н. К истории некоторых населённых пунктов Ингушетии // Вестник ИНИИГН  / Гл. ред.: Н. М. Барахоева. — Магас, 2023. — С. 10—25.
- Куркиев А. С. Основные вопросы лексикологии ингушского языка / Ред.: Р. З. Караев, А. С. Лепиев. — Грозный: ЧИКИ, 1979. — 254 с. — 1000 экз.
- Мальсагов З. К. Грамматика ингушского языка / Ред.: Ф. Г. Оздоева; ЧИНИИИЯЛ при Совмин ЧИАССР. — 2-е. — Грозный: ЧИКИ, 1963. — Т. V. — 164 с. — (Труды). — 600 экз.
- Марковин В. И. Некоторые особенности средневековой ингушской архитектуры // Архитектурное наследие. — 1975. — Вып. 23. — С. 119—126.
- II часть: Горная Ингушетия (юго-западная часть), Горная Чечня (центральная и юго-восточная части) : топоним. слов. // Топонимия Чечено-Ингушетии : в IV частях (1976—1985 гг.) / Сост. А. С. Сулейманов, ред. А. Х. Шайхиев. — Грозный : ЧИ кн. изд-во, 1978. — 289 с. — 5000 экз.
- Топонимия Чечни : топоним. слов. / Сост. А. С. Сулейманов. — [1-е переизд. работы 1976—1985 гг., изменён. и дополн.] — Нальчик : «Эль-Фа», 1997. — 685 с. — (кн. удостоена Гос. премии ЧРИ). — 1000 экз. — ISBN 5-88195-263-4.
- Чахкиев Д. Ю. Кольчатый доспех позднесредневековых вайнахских воинов // Новые археолого-этнографические материалы по истории Чечено-Ингушетии / Отв. ред.: Х. М. Мамаев, М. Б. Мужухоев и Д. Ю. Чахкиев; Рец.: кафедра истории народов Северного Кавказа ЧИГУ им. Л. Н. Толстого. — Грозный: Тип. им. И. Заболотного, 1988. — С. 67—84. — 114 с. — 800 экз.

### Карты
- Карты ФГУП «Государственного научно-внедренческого центра геоинформационных систем и технологий» («Госгисцентр»). — Масштаб: в 1 см 2 км (1:200 000), в 1 см 1 км (1:100 000), в 1 см 500 м (1:50 000), в 1 см 250 м (1:25 000). — М., 2001.